# Błahowieszczyzna (przystanek kolejowy)
Błahowieszczyzna (lit. Pakenė, ros. Пакяне) – przystanek kolejowy w miejscowości Błahowieszczyzna, w rejonie wileńskim, na Litwie. Leży na linii Wilno - Mińsk.
Przystanek stanowi odrębną miejscowość w gminie Kowalczuki.